# Lézard de Bédriaga
Archaeolacerta bedriagae · Lézard montagnard corse
Genre
Espèce
Synonymes
- Lacerta oxycephala bedriagae Camerano, 1885
- Lacerta bedriagae Camerano, 1885
- Lacerta sardoa Peracca, 1905
- Lacerta bedriagae paessleri Mertens, 1927
- Lacerta bedriagae tinettoi Taddei, 1949
- Lacerta bedriagae ferrerae Stemmler, 1961

Statut de conservation UICN

 NT  : Quasi menacé
Archaeolacerta bedriagae, le Lézard de Bédriaga ou Lézard montagnard corse, unique représentant du genre Archaeolacerta, est une espèce de sauriens de la famille des Lacertidae.

## Étymologie
Le nom vernaculaire et le nom spécifique, bedriagae, ont été donnés en hommage à l'herpétologiste russe Jacques von Bedriaga.

## Distribution et habitat

Répartition de l'espèce.

Le Lézard de Bedriaga se rencontre en Corse et en Sardaigne. 
Parmi les sous-espèces répertoriées, seule la nominale (Lacerta bedriagae bedriagae) est présente en Corse. Longtemps considéré comme strictement montagnard, ce lézard a été découvert largement en dehors des montagnes au cours des dix dernières années. Il est présent dans la plus grande partie de la Corse, à l'exception des régions les plus septentrionales et de la plaine orientale.
Le Lézard de Bedriaga se trouve généralement entre 600 et 2 000 m d'altitude, mais sa répartition altitudinale va du niveau de la mer jusqu'au sommet de la Corse (2710 m au Monte Cinto).
Il recherche les faciès rupestres très faillés ou présentant de nombreuses zones interstitielles. Au niveau de la mer, il peut fréquenter localement une frange littorale quasi abiotique. On le trouve dans les régions pierreuses, falaises, éboulis, murs de pierres sèches et bords de torrents. La seule végétation de son habitat est composée de mousses et de lichens.

## Description

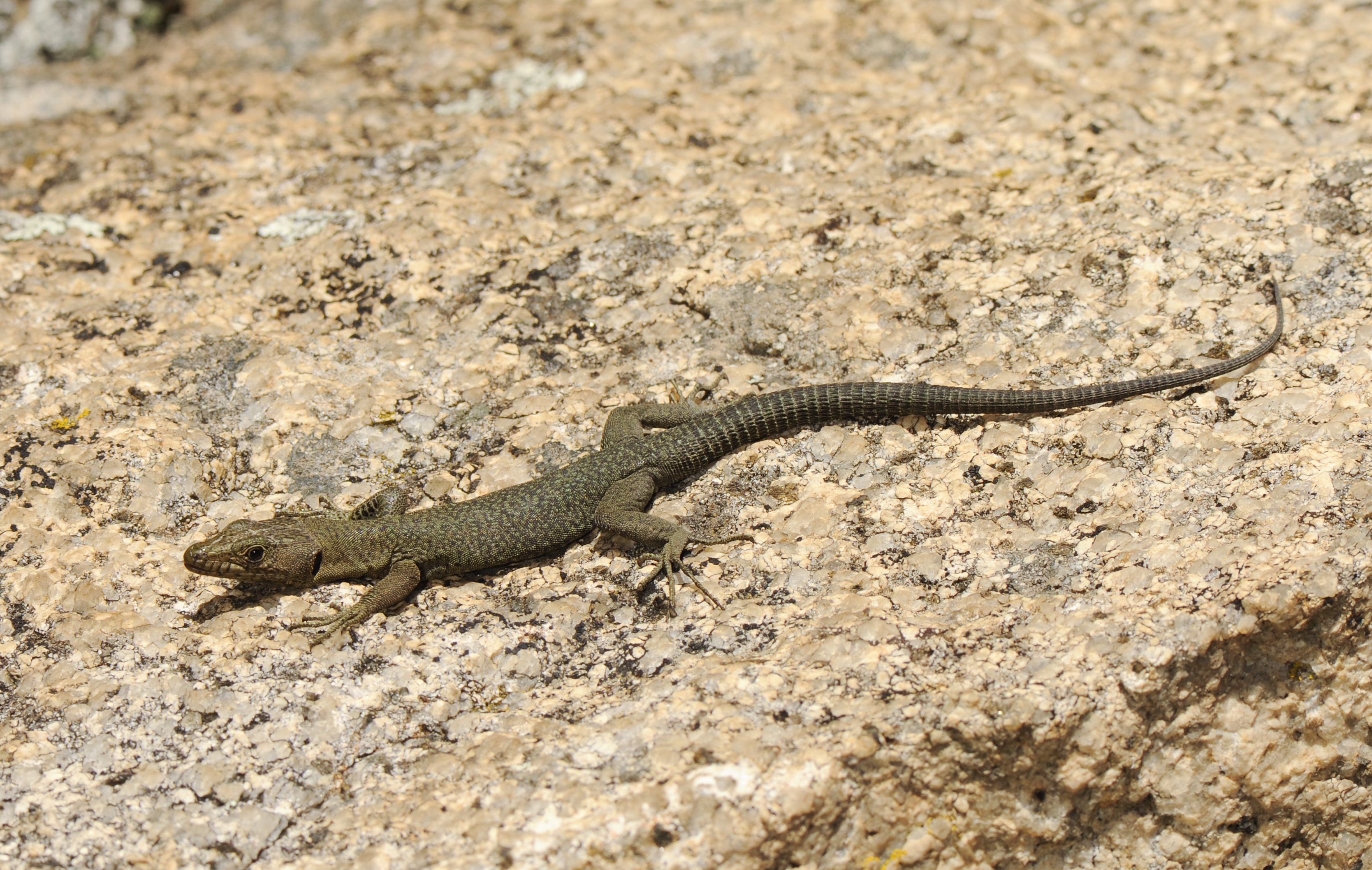
Archaeolacerta bedriagae

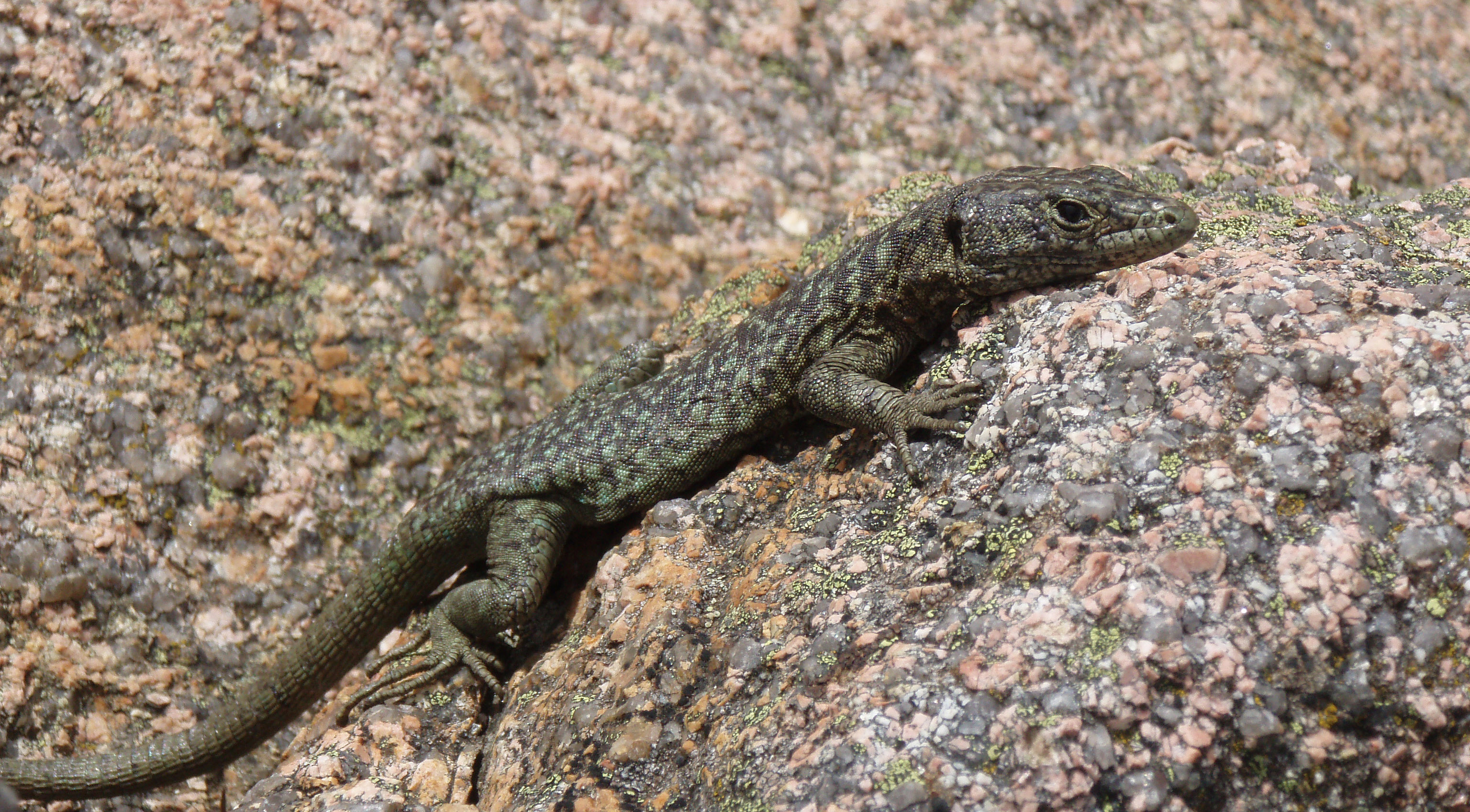
Archaeolacerta bedriagae

Le Lézard de Bédriaga a l'air plat et possède une morphologie longue et élancée. Il a le nez pointu et des membres très robustes avec lesquels il grimpe très facilement. Ses écailles sont lisses (non carénées) et collées au corps. La queue est jusqu'à deux fois plus longue que le corps. Il se reconnaît facilement à sa tête effilée et son museau pointu.

### Taille
La longueur du corps varie de 3,7 à 8 cm pour les mâles et de 5,5 à 7 cm pour les femelles. La longueur totale oscille entre 20 et 28 cm.

### Coloration
La face dorsale est verdâtre, brunâtre, grisâtre, brun jaunâtre ou vert sombre avec des taches de brun foncé à noir plus ou moins développées, souvent réticulées. Le dessus de la tête est plus ou moins vermiculé de noir. La face ventrale est grisâtre, blanc verdâtre, jaunâtre, rosé, rougeâtre ou orangé, avec ou sans taches noires. Les jeunes ressemblent aux adultes, mais la queue est souvent bleu-vert vif.

### Dimorphisme sexuel
Le mâle est plus grand avec une coloration plutôt verte et une ornementation dorsale marquée et étendue. La femelle a le dos brun avec plusieurs traînées latérales claires.

## Éthologie
Ce lézard est agile, rapide et bon grimpeur. À 20 °C, la plupart des individus d'une population sont actifs. Il aime sortir par grand soleil et vivre en véritables colonies ; là où ce lézard est abondant, il devient presque grégaire [source détournée], ce qui est un comportement rare chez les Lacertidae [réf. nécessaire].

### Hivernage
La durée de l'hivernage varie avec l'altitude ; elle peut atteindre 6 à 7 mois.

### Alimentation
Il se nourrit d'Invertébrés et occasionnellement de fruits mûrs.

### Reproduction
Selon l'altitude, l'accouplement a lieu d'avril à juin. La femelle pond de 3 à 6 œufs, généralement en juillet. L'incubation dure 8 à 9 semaines. Les jeunes qui naissent de juillet à septembre mesurent de 5 à 6,5 cm.

## Liste des sous-espèces
Selon The Reptile Database (19 janvier 2016) :
- Archaeolacerta bedriagae bedriagae (Camerano, 1885)
- Archaeolacerta bedriagae paessleri (Mertens, 1927)
- Archaeolacerta bedriagae sardoa (Peracca, 1903)
- Archaeolacerta bedriagae tinettoi (Taddei, 1949)

## Étymologie
Cette espèce est nommée en l'honneur de l'herpétologiste Jacques von Bedriaga (1854-1906).
Le nom de ce genre, Archaeolacerta, vient du grec αρχαιος, « ancien, primitif », et du latin lacerta, « lézard ».

## Le Lézard de Bédriaga et l'Homme
En Corse, les bergers les utilisaient pour manger les mouches dans les casgile, constructions en pierre qui servaient à abriter le fromage.[réf. nécessaire]

## Publications originales
- Camerano, 1885 : Monografia dei Sauri italiani. Zoologische Anzeiger, vol. 8, p. 417-419 (texte intégral).
- Mertens, 1921 : Zur Kenntnis der Reptilienfauna von Malta. Zoologische Anzeiger, vol. 53, p. 236-240 (texte intégral).
- Mertens, 1927 : Herpetologische Mitteilungen. XVI. Eine neue Rasse von Lacerta bedriagae Camerano. Senckenbergiana, vol. 8, no 3/4, p. 178-180.
- Peracca, 1903 : Descrizione di una nuova specie del Gen. Lacerta L. di Sardegna. Bollettino dei Musei di Zoologia ed Anatomia comparata della R. Università di Torino, vol. 18, no 458, p. 1-3.
- Taddei, 1949 : Le Lacerte (Archaeolacerte e Podarcis) dell’Italia peninsulare e delle Isole. Commentationes Pontificia Academia Scientarum, vol. 13, no 4, p. 197-274 (texte intégral).